# Marinospirillum
Marinospirillum ist eine Gattung von Bakterien.

## Erscheinungsbild
Die Zellen von Marinospirillum sind, worauf der Name schon hindeutet, spiralförmig (helikal). Die Arten sind beweglich. Die Anordnung der Flagellen ist je nach Art unterschiedlich, so handelt es sich z. B.  bei M. alkaliphilum und M. celere um eine an beiden Zellenden liegende (bipolare) Begeißelung, bei M. insulare um bipolare Büschel von Geißeln und bei M. minutulum kann neben Büscheln an beiden Zellenden auch eine einzelne Flagelle an einen Zellende (polare Begeißelung) auftreten. Endosporen werden nicht gebildet. In alternden Kulturen werden kokkenförmige, dünnwandige Zellen gebildet.

## Stoffwechsel und Wachstum
Marinospirillum ist aerob, also auf Sauerstoff angewiesen. Der Stoffwechselweg ist die Atmung mit Sauerstoff als terminalen Elektronenakzeptor. Für das Wachstum ist Natrium nötig. Die Gattung ist chemoorganotroph. Polyhydroxybuttersäure wird als Energiespeicher genutzt. Der Oxidase-Test verläuft positiv. Kohlenhydrate werden nicht genutzt. Der Test auf die Reduktion von Nitrat verläuft je nach Art unterschiedlich. So reduziert z. B. M. minutulum Nitrat zu Nitrit, M. megaterium hingegen nicht, hier fällt der Test negativ aus. Der Katalase-Test fällt bei den meisten Arten positiv aus, bei M. megaterium fällt er schwach oder negativ aus. Das häufigste Chinon ist das Ubichinon-8.
Die beiden Arten Marinospirillum megaterium und M. minutulum können rein phänotypisch (nach Aussehen) nicht von Arten von Oceanospirillum unterschieden werden. Hierzu müssen andere taxonomische Merkmale genutzt werden, z. B. ist M. minutulum in der Lage Nitrat zu reduzieren, M. megaterium zeigt mikroaerophiles Wachstum (also mit geringer Sauerstoffkonzentration) und zeigt kein Wachstum auf einem Agarmedium.
Es folgt eine Übersicht der Merkmale einiger Arten:
|                           | M. alkaliphilum | M. celere | M. insulare | M. minutulum | M. megaterium |
| ------------------------- | --------------- | --------- | ----------- | ------------ | ------------- |
| Morphologie               | helikal         | helikal   | helikal     | helikal      | helikal       |
| Optimale Temperatur       | 38              | 35–45     | 25–30       | 15–22        | 20-25         |
| Optimaler pH-Wert         | 9,5             | 9,5       | 8,0         | 6,8 - 7,4    | 8,0           |
| Urease                    | +               | -         | -           | -            | -             |
| Katalase                  | +               | +         | +           | +            | - oder w      |
| Oxidase                   | +               | +         | +           | +            | +             |
| Nitratreduktion zu Nitrit | +               | -         | +           | +            | -             |

Legende:
+; Test verläuft positiv, -; Test verläuft negativ
w; schwach

## Systematik
Untersuchungen von 16S rDNA-Gensequenzen der Gattung Marinospirillum zeigten, dass diese Gattung eng verwandt ist mit den Gattungen Oceanospirillum und Halomonas. Obwohl Vertreter von Marinospirillum und Oceanospirillum eine gemeinsame helikale Begeißelung aufweisen, gibt es doch einen großen phylogenetischen Abstand zwischen Marinospirillum und Oceanospirillum.
Es folgt eine Liste der im November 2020 geführten Arten:
- Marinospirillum alkaliphilum Zhang et al. 2002
- Marinospirillum celere Namsaraev et al. 2009
- Marinospirillum insulare Satomi et al. 2004
- Marinospirillum megaterium Satomi et al. 1998
- Marinospirillum minutulum (Watanabe 1959) Satomi et al. 1998
- Marinospirillum perlucidum Wang et al. 2020

## Ökologie
Marinospirillum megaterium wurde aus der japanischen Kusaya-Soße, die zur Herstellung von traditionellem japanischen Trockenfisch dient, isoliert. Die ökologische Nische dieser Art  ist unbekannt (Stand 2005). Diese Art stellt meist die dominante Mikrobenpopulation in der Sauce dar und ist gekennzeichnet durch große helikale Zellen. Auf Agaroberflächen ist die Art aber nicht kultivierbar. M. minutulum wurde aus verfaulten Meeresmuscheln isoliert. Die Erstfunde der Arten Marinospirillum alkaliphilum und M. celere stammen aus Sodaseen. Diese Arten sind alkaliphil, sie benötigen hohe pH-Werte für das Wachstum.